# 偷月迷情
《偷月迷情》（英語：Bitter Moon）是一部1992年的情色浪漫驚悚片，由羅曼·波蘭斯基執導，彼得·柯尤特、艾曼纽·塞涅、休·格蘭特和克莉斯汀·史考特·湯瑪斯主演。這部電影的法語片名是（法語短語的谐音，意思是“蜜月”）。本片改編自法國作家帕斯卡爾·布魯克納的小說《Lunes de fiel》。配樂由范吉利斯作曲。

## 剧情
英国夫妇奈杰尔·多布森和菲奥娜·多布森乘坐地中海游轮前往伊斯坦堡，途经印度。他们邂逅了一位美丽的法国女子米米，当晚，奈杰尔在船上的酒吧里独自跳舞时遇到了她。后来，奈杰尔遇到了她年长许多且身患残疾的美国丈夫奥斯卡，奥斯卡是个失败的作家，愤世嫉俗，颓废不堪。
奥斯卡邀请奈杰尔去他的客舱，在那里，他详细地告诉奈杰尔，他和米米是如何在巴黎的一辆公共汽车上初次相遇并热恋的。奈杰尔把这一切都告诉了菲奥娜。两人都对奥斯卡的暴露癖感到震惊，但奈杰尔也对挑逗他的米米着迷。后来，奥斯卡讲述了他们如何探索綁縛、虐戀和偷窥。与他们的性冒险形成鲜明对比的是，奈杰尔和菲奥娜遇到了一位尊贵的印度绅士辛格先生，他正带着小女儿阿姆丽塔旅行。
在米米的邀请下，奈杰尔从一场桥牌比赛中脱身，前往她的客舱与她会面，但结果却是她和奥斯卡跟他开了个玩笑。奈杰尔想离开，但另一个环节开始了，奥斯卡讲述了他们之间的爱恨纠葛。百无聊赖的他想分手，但米米求他無論如何都要讓她和他住在一起。他答应了，但开始以她为代价探索虐待狂的幻想，当众羞辱她。米米怀孕后，他让她去堕胎，说自己会是个糟糕的父亲。当他去医院探望她时，他被她的状况震惊了，几乎打消了赶她走的念头。他答应她去加勒比地区度假，但他在飞机起飞前下了飞机。米米独自哭着离开了。
离开奥斯卡的客舱后，奈杰尔遇见了米米，两人接吻。之后，他发现菲奥娜在酒吧里和一个年轻人调情。她警告奈杰尔不要太过分，只要他能做到的，她都能做得更好。奈杰尔去找奥斯卡，奥斯卡继续他的叙述。在经历了两年的派对和一夜情之后，他醉醺醺地不小心走到了一辆车的前面。出乎他意料的是，米米来医院看望他了，他受了轻伤，股骨骨折，正在医院休养。米米和他握了握手，然后把他从病床上拉起来，让他吊在牵引装置上。这样一来，奥斯卡就高位截瘫了，他别无选择，只能让米米再次搬来和他同住，照顾他。她以支配和羞辱他为乐，在他面前勾引男人。当奥斯卡绝望想死的时候，她送给他一把枪作为生日礼物。在一起经历了高潮和低谷之后，他们意识到彼此需要对方，于是真的结婚了。
在奥斯卡的鼓励和指导下，奈杰尔笨拙地向米米示爱。在跨年晚会上，当菲奥娜看到他们一起跳舞时，事情起了变化。菲奥娜告诉他是奥斯卡让她来参加派对的。她继续与米米跳着情色舞蹈，最后在其他派对参与者的欢呼声中激情拥吻。狂风暴雨打断了派对，两个女人一起离开了。奈杰尔攥着一瓶酒走到外面，在風浪中尖叫著喊出他内心的沮喪。
奈杰尔在奥斯卡的船舱里发现了菲奥娜，她正赤身裸体地和米米并排睡在一起。奥斯卡声称这两个女人在一起发生过性关系。奈杰尔抓住他的喉咙，但奥斯卡用枪指着他，他退了回去。奥斯卡向熟睡的米米连开数枪，然后自杀。当奥斯卡和米米的尸体被担架抬下船时，菲奥娜和奈杰尔颤抖着拥抱在一起。辛格先生让他的小女儿去安慰他们。

## 演员
- 休·格蘭特 饰 奈杰尔·多布森
- 克莉斯汀·史考特·湯瑪斯 饰 菲奥娜·多布森
- 艾曼纽·塞涅 饰 米什莱恩“米米”布维尔
- 彼得·柯尤特 饰 奥斯卡·本顿
- 盧卡·韋拉尼 饰 达多
- 鮑里斯·褒曼 饰 奥斯卡的朋友
- 維克多·巴內吉（英语：Victor Banerjee） 饰 以赛亚·辛格先生
- 蘇菲·帕特爾 饰 阿姆丽塔·辛格
- 奧利維亞·布魯諾 饰 辛迪
- 斯托克德·錢寧 饰 贝弗利（演員表未列出）